# Adam Batthyány
Adám Batthyány (Baćan) (1662. − 1703.) je bio hrvatski plemić iz obitelji Batthyány (Baćana). Bio je visoki dužnosnik u Kraljevini Hrvatskoj. Obnašao je dužnost hrvatskog bana od 1693. do 1703. Bio je stava da se Vojna granica mora priključiti Hrvatskoj. Njegova je supruga poznata pod nadimkom Lijepa Lori.

## Djelovanje u Velikom bečkom ratu
U Velikom bečkom ratu zauzeo je s carskom vojskom 1688. Stolni Biograd, a 1690. Kanižu. Uz pomoć krajiških postrojbi osvojio je 1696. godine Vrnograč, ušao u Todorovo i na juriš zauzeo Veliku Kladušu. Na čelu banskih trupa prodro je 1697. do Bihaća i zajedno s carskim zapovjednik Franzom Auerspergom sudjelovao u neuspješnoj opsadi grada. Njegovim zauzimanjem na carskom dvoru pod bansku su vlast potpale zemlje između Kupe i Une.